# CD27
CD27 (англ. CD27 molecule) – білок, який кодується однойменним геном, розташованим у людей на короткому плечі 12-ї хромосоми. Довжина поліпептидного ланцюга білка становить 260 амінокислот, а молекулярна маса — 29 137.
| 10         |  | 20         |  | 30         |  | 40         |  | 50         |
| ---------- |  | ---------- |  | ---------- |  | ---------- |  | ---------- |
| MARPHPWWLC |  | VLGTLVGLSA |  | TPAPKSCPER |  | HYWAQGKLCC |  | QMCEPGTFLV |
| KDCDQHRKAA |  | QCDPCIPGVS |  | FSPDHHTRPH |  | CESCRHCNSG |  | LLVRNCTITA |
| NAECACRNGW |  | QCRDKECTEC |  | DPLPNPSLTA |  | RSSQALSPHP |  | QPTHLPYVSE |
| MLEARTAGHM |  | QTLADFRQLP |  | ARTLSTHWPP |  | QRSLCSSDFI |  | RILVIFSGMF |
| LVFTLAGALF |  | LHQRRKYRSN |  | KGESPVEPAE |  | PCHYSCPREE |  | EGSTIPIQED |
| YRKPEPACSP |  |            |  |            |  |            |  |            |

A: Аланін

C: Цистеїн

D: Аспарагінова кислота

E: Глутамінова кислота

F: Фенілаланін

G: Гліцин

H: Гістидин

I: Ізолейцин

K: Лізин

L: Лейцин

M: Метіонін

N: Аспарагін

P: Пролін

Q: Глутамін

R: Аргінін

S: Серин

T: Треонін

V: Валін

W: Триптофан

Кодований геном білок за функціями належить до рецепторів, фосфопротеїнів. 
Задіяний у такому біологічному процесі, як апоптоз. 
Локалізований у мембрані.